# Tylecodon
Tylecodon is een geslacht van succulenten uit de Vetplantenfamilie. De soorten komen voor in Namibië en Zuid-Afrika.

## Soorten
- Tylecodon albiflorus
- Tylecodon aridimontanus
- Tylecodon atropurpureus
- Tylecodon aurusbergensis
- Tylecodon bayeri
- Tylecodon buchholzianus
- Tylecodon cacaliodes
- Tylecodon cacaliodes
- Tylecodon decipiens
- Tylecodon ellaphieae
- Tylecodon faucium
- Tylecodon fragilis
- Tylecodon grandiflorus
- Tylecodon hallii
- Tylecodon hirtifolius
- Tylecodon kritzingeri
- Tylecodon leucothrix
- Tylecodon occultans
- Tylecodon paniculatus
- Tylecodon pearsonii
- Tylecodon pusillus
- Tylecodon pygmaeus
- Tylecodon racemosus
- Tylecodon reticulatus
- Tylecodon rubrovenosus
- Tylecodon schaeferianus
- Tylecodon similis
- Tylecodon singularis
- Tylecodon stenocaulis
- Tylecodon striatus
- Tylecodon suffultus
- Tylecodon sulphurous
- Tylecodon tenuis
- Tylecodon tomosus
- Tylecodon tuberosus
- Tylecodon ventricosus
- Tylecodon viridiflorus
- Tylecodon wallichii

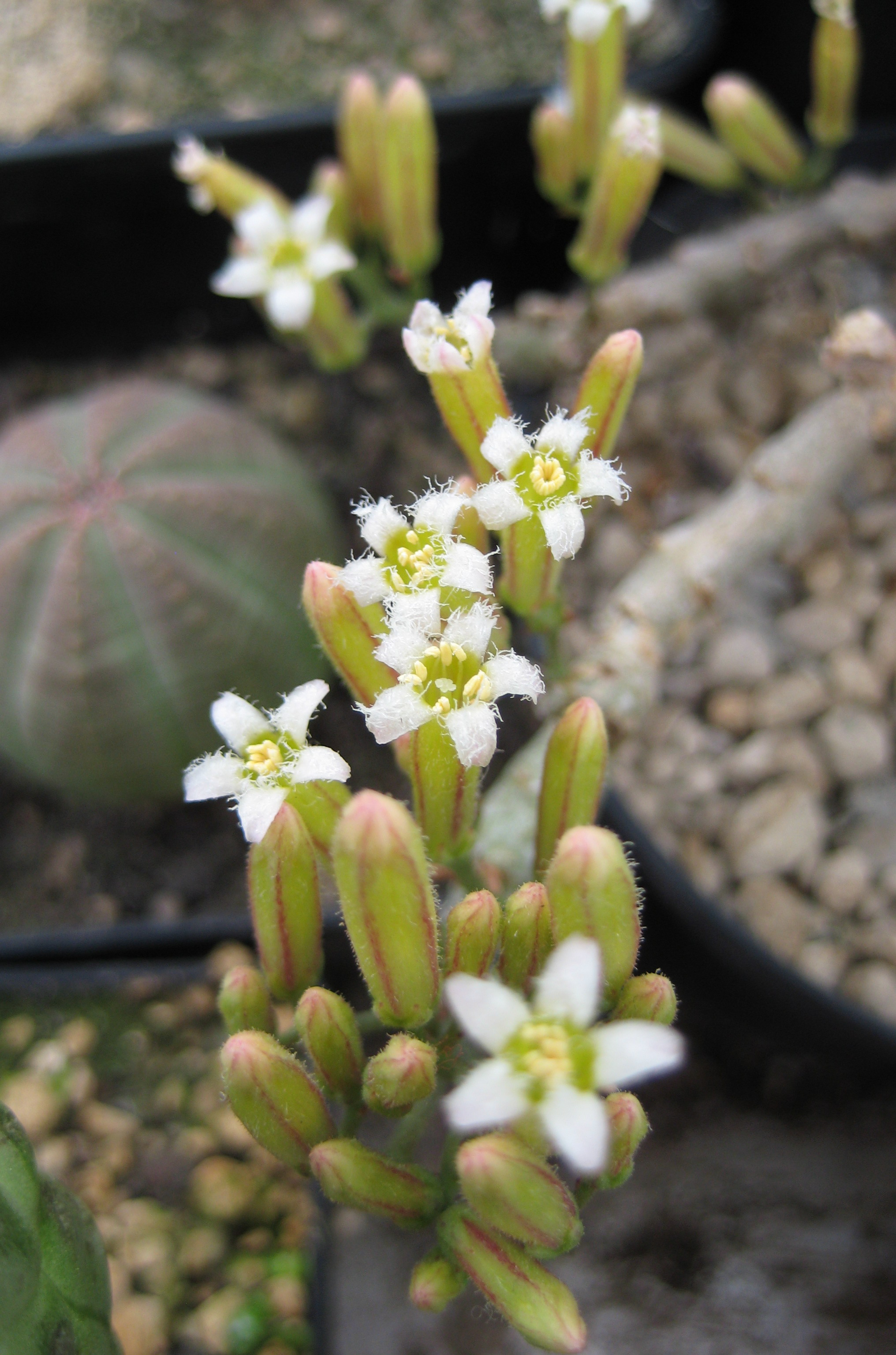
Tylecodon bodleyae
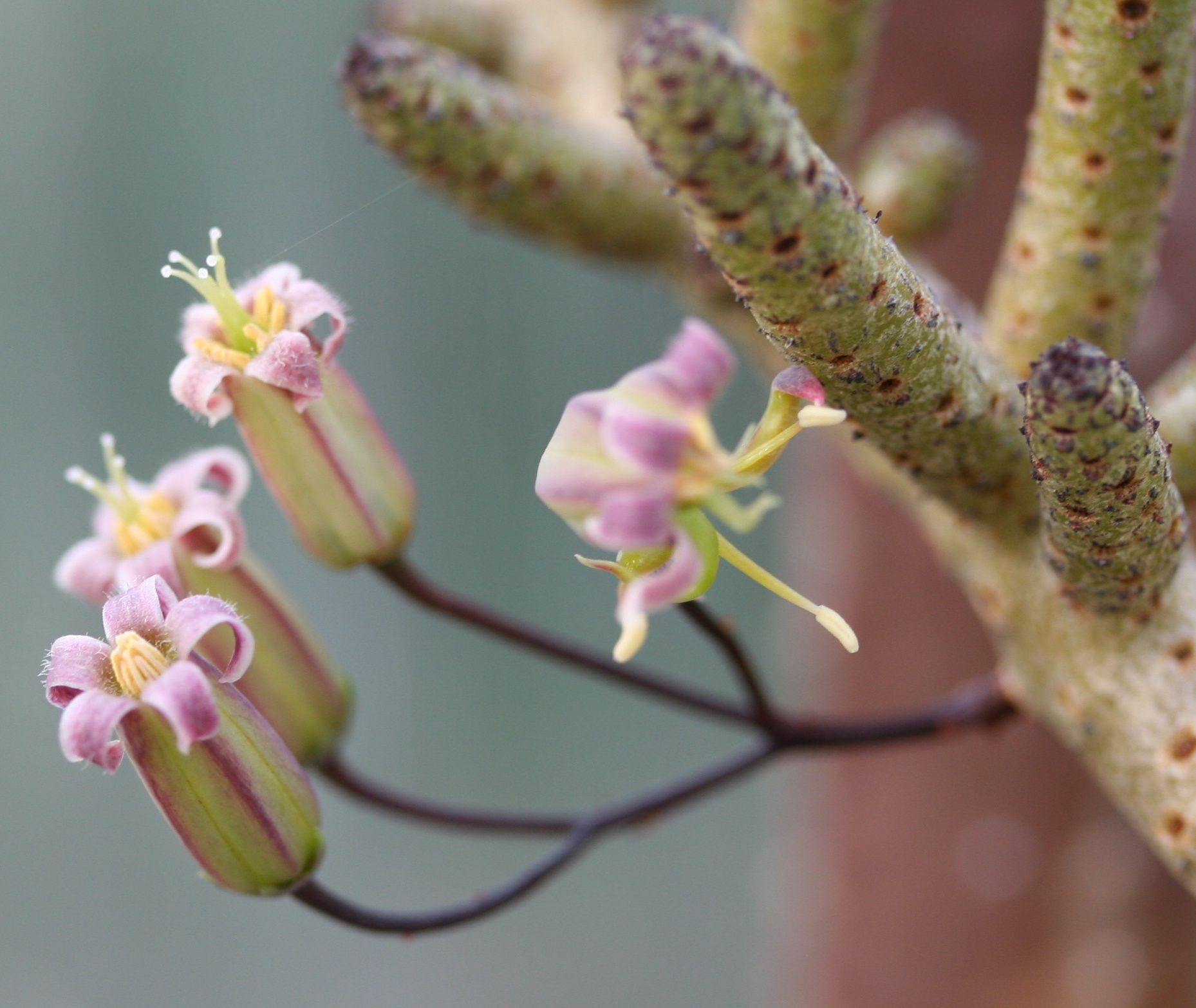
Tylecodon buchholzianus
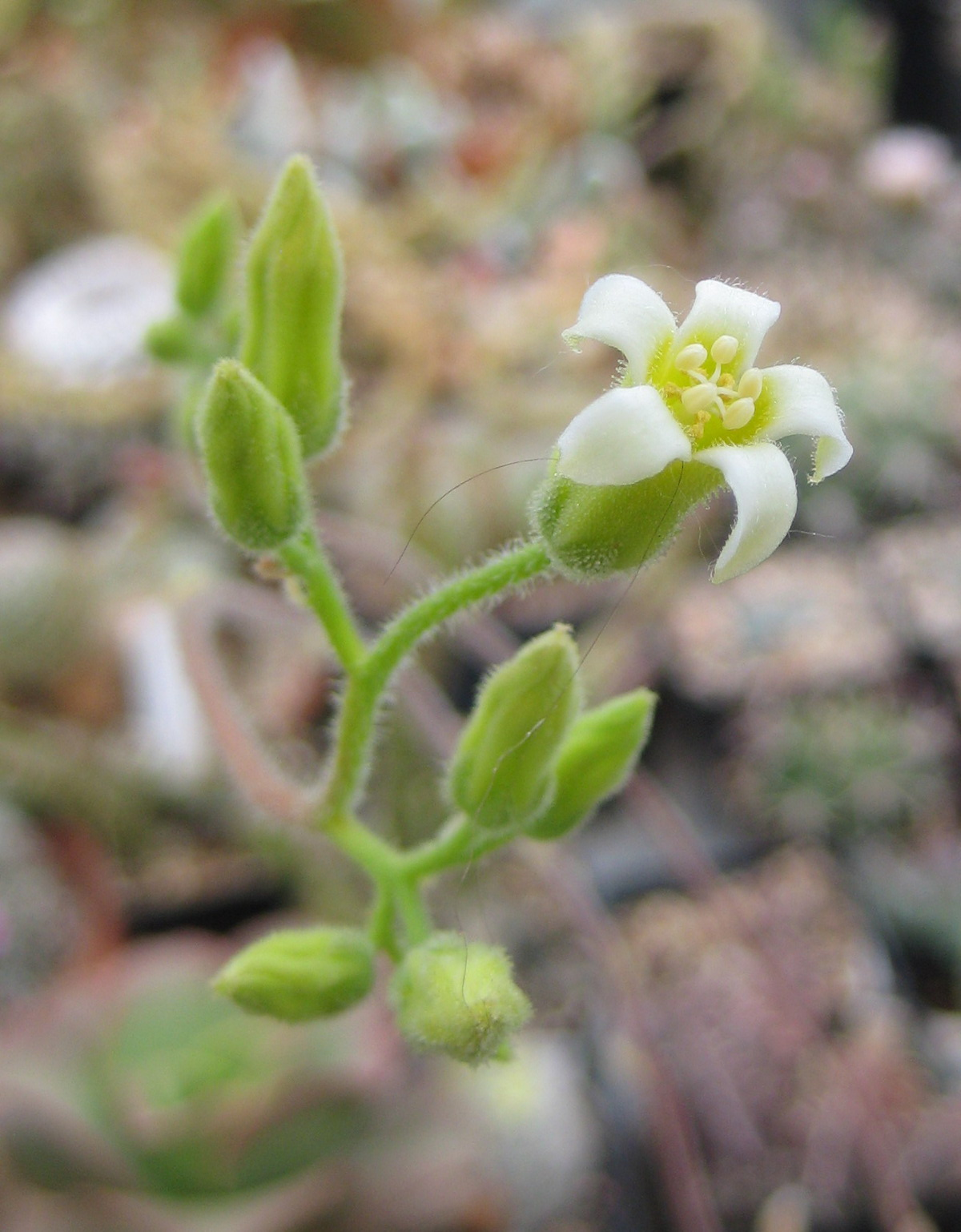
Tylecodon leucothrix
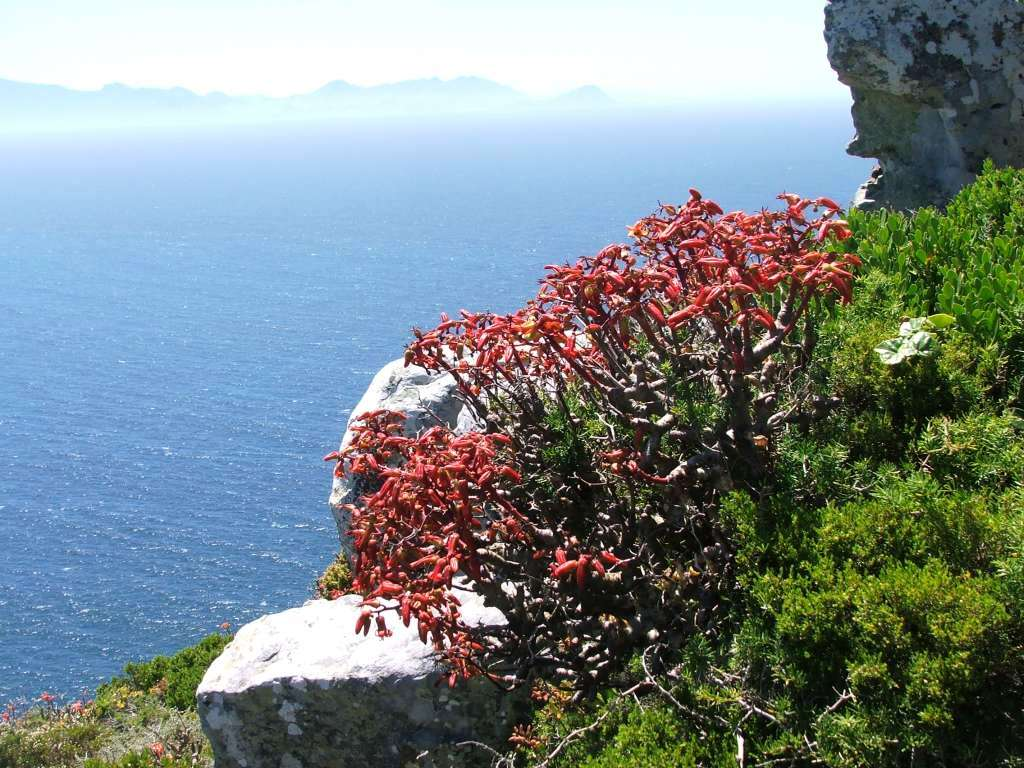
Tylecodon paniculatus
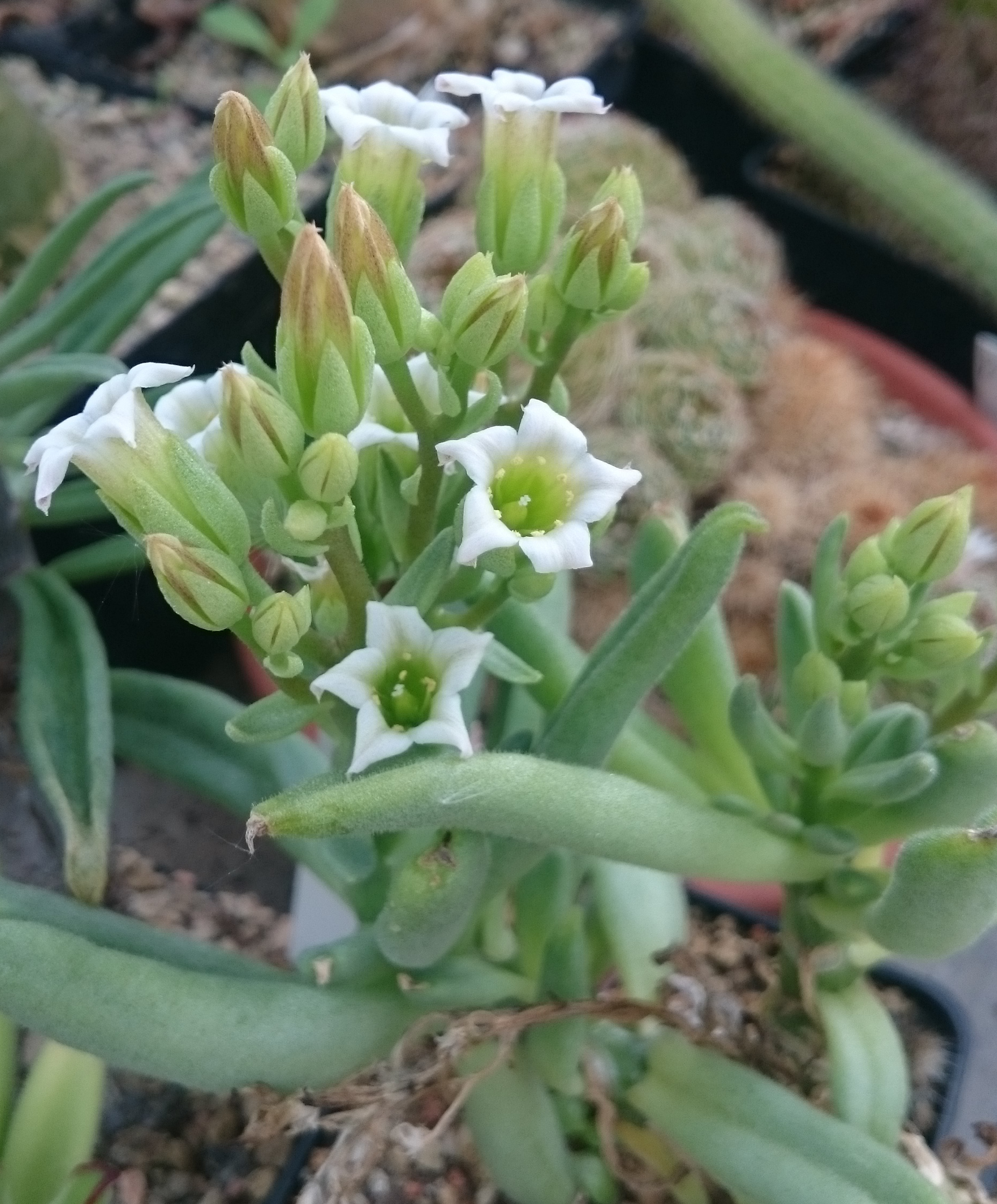
Tylecodon racemosus
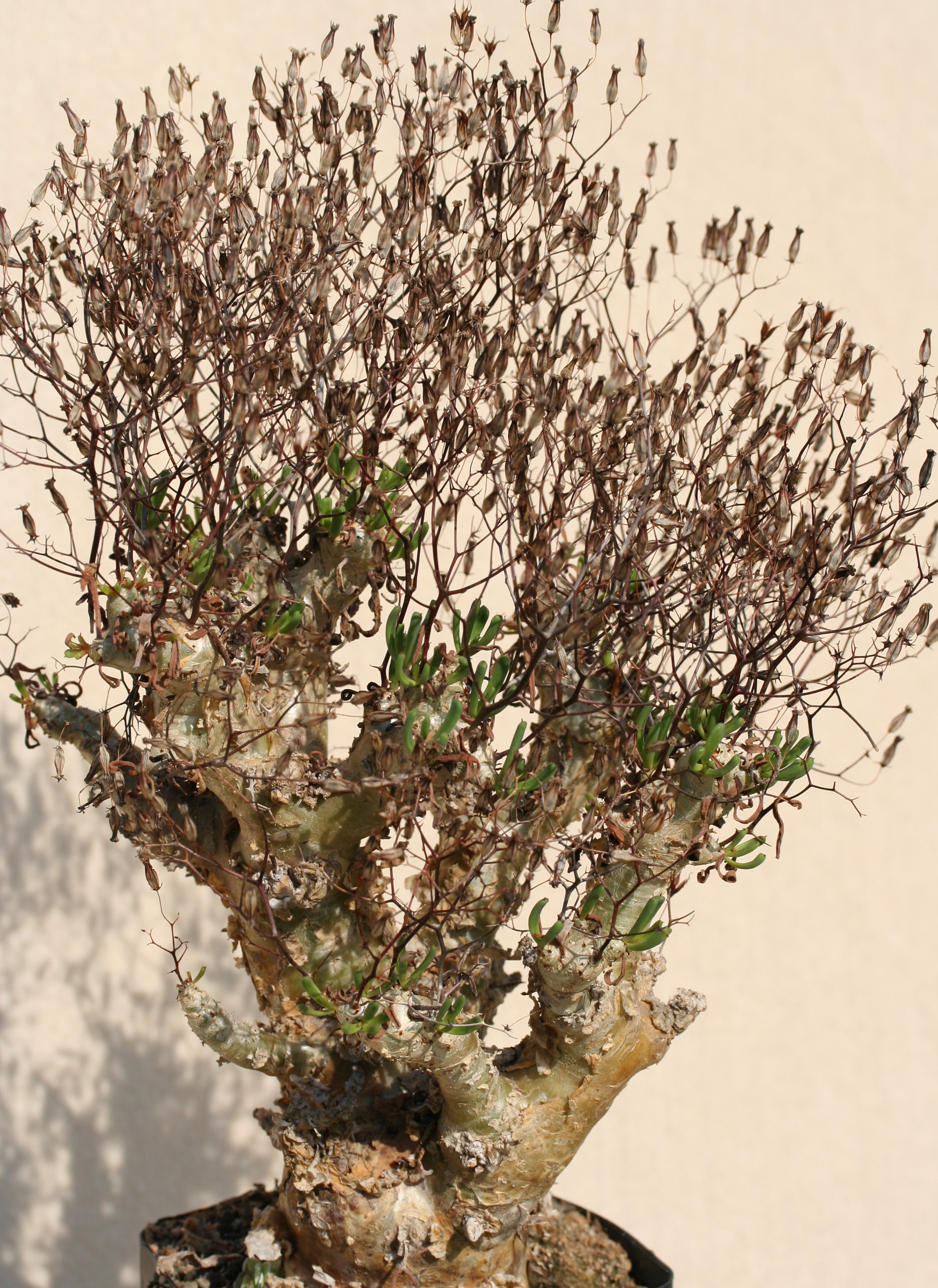
Tylecodon reticulatus
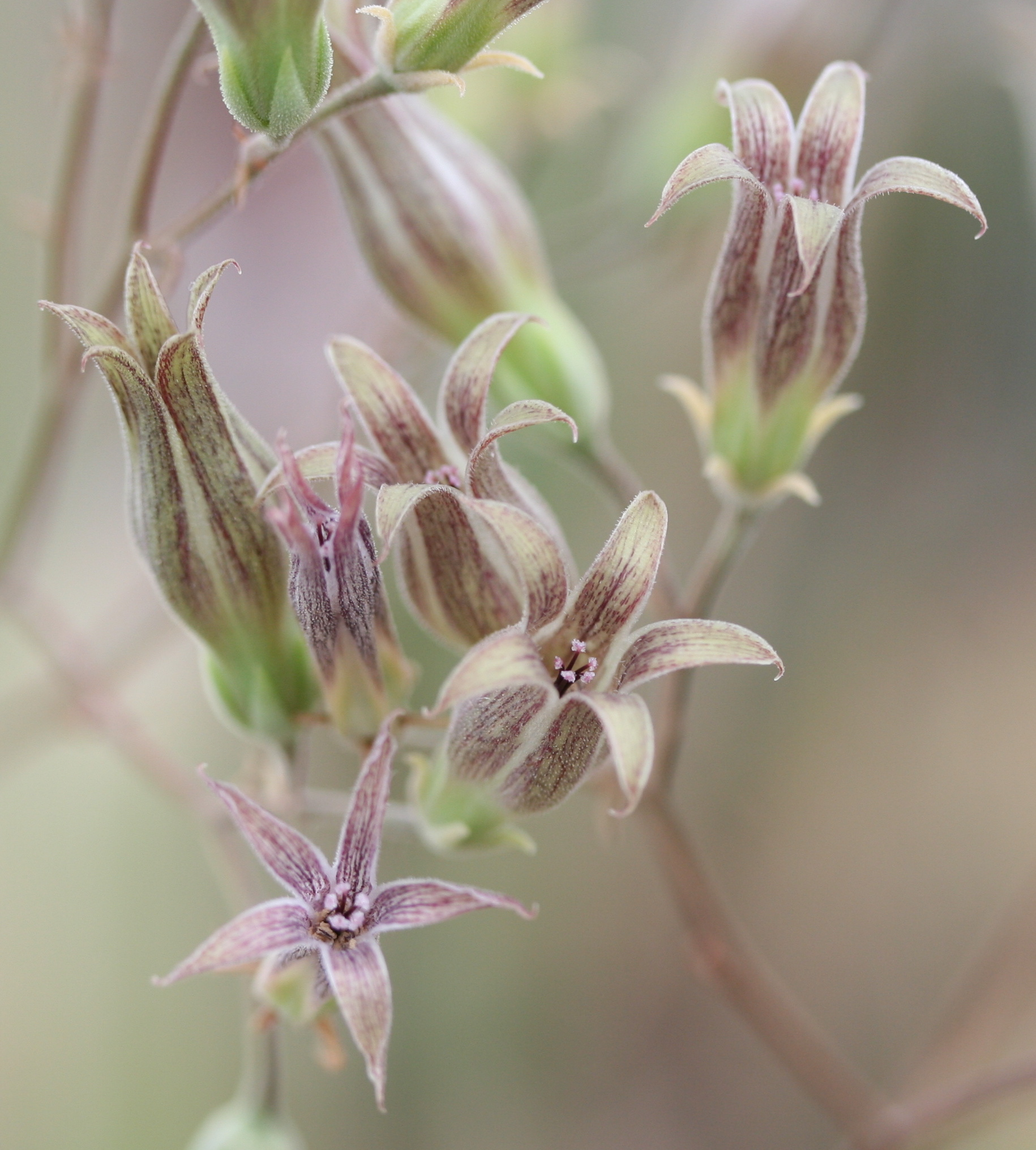
Tylecodon suffultus
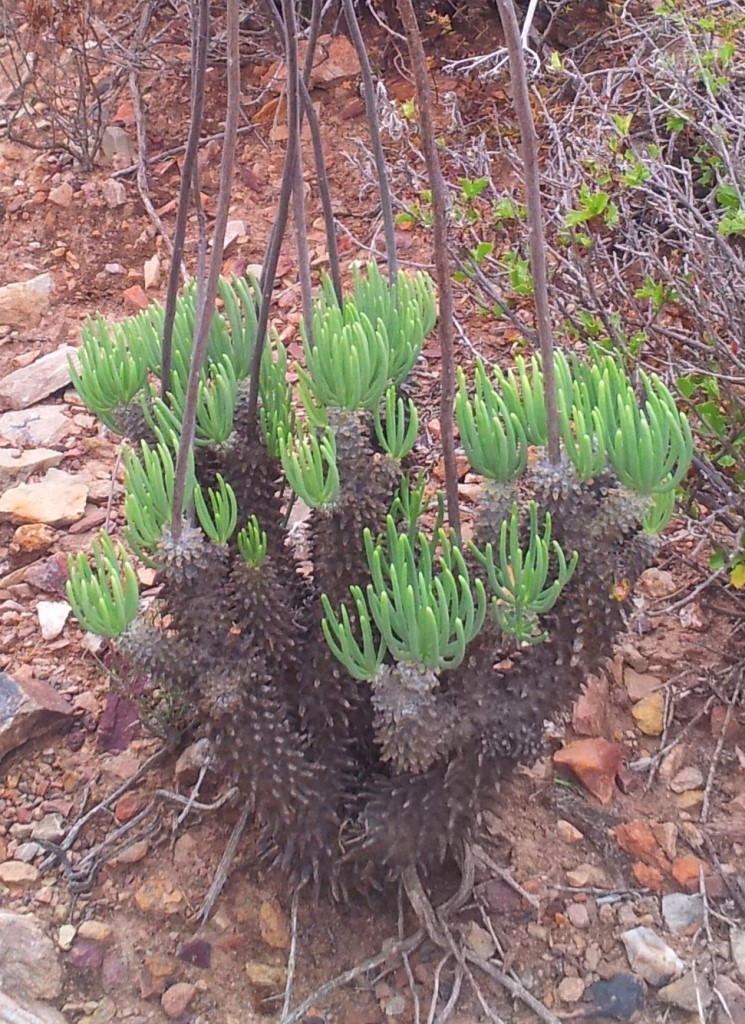
Tylecodon wallichii

Adromischus · Aeonium · Aichryson · Chiastophyllum · Cotyledon · Crassula · Diamorpha · Dudleya · Echeveria · Graptopetalum · Greenovia · Hylotelephium (Hemelsleutel) · Hypagophytum · Jovibarba · Kalanchoe (Kalanchoë) · Lenophyllum · Monanthes · Orostachys · Pachyphytum · Perrierosedum · Phedimus (Vlak vetkruid) · Pistorinia · Prometheum · Pseudosedum · Rhodiola · Rosularia · Sedum (Vetkruid) · Sempervivum (Huislook) · Thompsonella · Tylecodon · Umbilicus · Villadia